# Dprevank
Dprevank (in armeno Դպրեվանք?, chiamato anche Dprevanq) è un comune dell'Armenia di 58 abitanti (2001) della provincia di Aragatsotn. Il paese è sulla strada che va da Dzoragyugh a Tsaghkasar.